# Стенли Фиш
Стенли Юджийн Фиш (на английски: Stanley Eugene Fish, р. 19 април 1938, Провидънс, Роуд Айлънд, САЩ)  е американски литературен теоретик, изследовател на правото, университетски преподавател и общественик. Свързван е с постмодернизма, макар да определя себе си не като постмодерен философ, а като антиесенциалист. Най-популярният представител на американската Рецептивна критика (на английски: Reader-response criticism, букв. Критика на читателския отклик).
Той е професор по културология и професор по право в Международния университет на Флорида в Маями, както и почетен декан на Колежа по свободни изкуства и науки към Университета на Илинойс в Чикаго. Преподавал е в Училището по право „Кардозо“, Калифорнийския университет в Бъркли, Университета „Джонс Хопкинс“, Пенсилванския университет, Училището по право към Йейлския университет, Колумбийския университет, Висшето училище по право „Джон Маршал“ в Чикаго и Университета Дюк.

## Образование
Фиш израства като еврейско дете в Провидънс, Роуд Айлънд. Баща му, имигрант от Полша, е водопроводчик, който поставя на първо място доброто образование на сина си. Фиш е първият член на семейството си, който завършва колеж, след това получава бакалавърска (в Пенсилванския университет през 1959 г.) и магистърска степен (в Йейлския университет през 1960 г.). Защитава докторската си дисертация през 1962 г., отново в Йейлския университет.

## Академична кариера
Фиш е преподавател по английска литература в Калифорнийския университет в Бъркли и Университета „Джонс Хопкинс“ преди да стане професор по английска литература и заедно с това професор по право в Университета Дюк между 1986 и 1998 г. След това, между 1999 и 2004 г., е декан на Колежа по свободни изкуства и науки към Университета на Илинойс в Чикаго, като в същото време е и извънреден гост-професор във Висшето училище по право „Джон Маршал“ в Чикаго между 2000 и 2002 г. По същото време има лекции и в департаментите по политически науки и криминология на Университета на Илинойс в Чикаго и е ръководител на Комитета по религиознание. По време на деканството му тук той привлича едни от най-изявените преподаватели в областта на хуманитарните науки в САЩ и превръща колежа в център на вниманието на научната общност и медиите. Ръководството на университета обаче го обвинява в разхищение на средства, стига се до дискусия в академичния печат, след което Фиш за една година се оттегля като обикновен професор по английска литература в департамента по англицистика. Институтът по културология към Университета на Илинойс в Чикаго създава цикъл почетни лекции в чест на Стенли Фиш, които се провеждат от 2005 г. и са водени от Фредерик Джеймисън, Стивън Грийнблат, Джудит Бътлър и Славой Жижек. През юни 2005 г. Фиш приема поста професор по културология и право в Международния университет на Флорида. През ноември 2010 г. Фиш е част от постоянната комисия по акредитацията на Колежа „Ралстън“, току-що основано висше учебно заведение в Савана, Джорджия. От 1985 г. Фиш е и научен сътрудник към Американската академия на изкуствата и науките.

## Милтън
Професионалната си кариера Фиш започва като медиевист. Първата му книга, публикувана от Издателството на Йейлския университет през 1965 г., е върху късносредновековния и ранноренесансов поет Джон Скелтън. Фиш сам разкрива в отчасти автобиографичното си есе „Milton, Thou Shouldst be Living at this Hour“ (включено в сборника му There's No Such Thing as Free Speech... And It's a Good Thing, Too), че е започнал да се занимава с творчеството на Джон Милтън по чиста случайност. През 1963 г. – годината, през която Фиш започва кариерата си като асистент в Калифорнийския университет в Бъркли – постоянният лектор върху творчеството на Милтън, Константинос Патридес, получава изследователска стипендия и си взима отпуск. Ръководителят на департамента предлага на Фиш да води курса върху Милтън, без да се заинтересува и да научи, че младият преподавател „никога не е слушал – нито като бакалавър, нито като магистър – курс върху Милтън“ Крайният резултат от това, че Фиш се съгласява и поема курса, е книгата Surprised by Sin: The Reader in Paradise Lost (1967; преизд. 1997). А друга негова книга, издадената през 2001 г. How Milton Works, отразява петте десетилетия, през които той се ангажира с изследване и преподаване на Милтън.

## Интерпретативните общности
Като уважаван литературен теоретик Фиш е известен на първо място с анализа си на „интерпретативните общности“ – което превръща изследванията му в разклонение на Рецептивната критика. Работата на Фиш в тази област се занимава с това как тълкуването на текста зависи от субективния опит на всеки читател в една или повече общности, всяка от които се определя като „общност“ с оглед специфична епистемология. Според Фиш голяма част от това, което прави субективното преживяване на читателя значимо, идва от понятие, родствено на онова, което в областта на лингвистиката се нарича езикова компетентност. При Фиш терминът е обяснен като „идеята, че е възможно да се характеризира една езикова система, която всеки говорител споделя“. В контекста на литературознанието Фиш използва това понятие, за да заяви, че подходът на читателя към даден текст не е напълно субективен и че интернализираното разбиране на езика, споделяно от носителите му, прави възможно създаването на нормативни граници за конкретния езиков опит на всеки поотделно.

## Фиш и политиката на университетите
В добавка към работата му като литературовед Фиш пише често и по въпросите на университетското управление, подкрепяйки специфичния академичен жаргон в рамките на университета и критикувайки политическите изявления на университетските или научните структури по въпроси, които надскачат областите на професионалната им експертност.
В публикация в своя блог към сайта на Ню Йорк Таймс през януари 2008 г. Фиш твърди, че хуманитаристиката няма „инструментална“, а само „вътрешна“ стойност. Фиш обяснява: „На въпроса „За какво служат хуманитарните науки?“ единственият честен отговор е: „За нищо!“. И това е отговор, който носи достойнство на своя обект. Оценката, в края на краищата, дава стойност на дадена дейност от гледна точка извън нея самата. Дейност, която не може да бъде преценена, е дейност, която отказва да се разглежда като средство за благото на нещо по-голямо от нея. Хуманитарните науки са благо сами по себе си.“
Като гост-професор Фиш е изнасял лекции из множество американски университети, сред които Атлантическия университет на Флорида, Университета Браун, Пенсилванския университет, Харвардския университет, Колумбийския университет, Университета на Върмонт, Университета на Джорджия, Университета на Луисвил, Университета на Кентъки, Колежа „Бейтс“, Университета на Централна Флорида, Университета на Западна Флорида и Висшето училище по право „Бенджамин Кардозо“ в Ню Йорк сити.

## Фиш като университетски администратор
Като ръководител на департамента по англицистика в Дюк от 1986 до 1992 г. Фиш привлича внимание и предизвиква дискусии. Според списание Lingua Franca Фиш употребява „безсрамен – а в академичните среди и нечуван – предприемачески хъс“, за да „преобрази един респектиращ, но и стабилен департамент по англицистика в южните щати в най-влиятелната професионална институция на своето време“, като за целта уговаря щедри заплати на новопривлечените преподаватели. В онзи момент в Дюк има сравнително ниски изисквания към преподавателите в бакалавърските и магистърските програми, за разлика от високите изисквания в докторските програми. Това позволява на преподавателите да намалят броя на часовете си до минимум. През април 1992 г., към края на мандата на Фиш, комисия от външни оценители стига до извода, че учебната програма по англицистика се е превърнала в „тюрлюгювеч от несъгласувани предложения“, в който липсват „общообразователни основополагащи курсове“ и план за развитие на департаментния състав. Прословутото прахосничество на департамента през 90-те години се оказва достойно за първа страница на вестник Ню Йорк Таймс.
През първите години, след като Фиш напуска поста на ръководител на департамент, много от поканените от него видни преподаватели са освободени, а сред тях и Ив Козофски Седжуик и Джонатан Голдбърг. През 1999 г. съпругата на Фиш, професорката по американска литература и култура Джейн Томпкинс, „на практика престава да преподава“ в Дюк и „става готвачка в местен ресторант за здравословно хранене“.

## Критика
Като редовен сътрудник на Ню Йорк Таймс и Уолстрийт джърнъл Фиш често става мишена на критически отзвук от различен калибър.
В статия в списание Slate Magazine Джудит Шулевиц съобщава, че Фиш не само гордо се представя за „безпринципен“, но и изобщо отхвърля понятията за „честност, безпристрастност и отговорност“. Според Фиш „идеите нямат последствия“. Коментирайки тази позиция, Шулевиц определя Фиш като „не само безпринципен релативист. Той е нещо по-лошо – фаталист“.
Тери Игълтън, известният британски марксист, критикува безпощадно „непочтената епистемология“ на Фиш като „зловеща“. Според Игълтън, „като почти всички диатриби срещу универсализма, критиката на Фиш има своите твърди универсалии: перманентността на конфликта, априорния статут на верските системи, риторическия характер на истината, факта, че всяка привидна откритост е прикрито затваряне, и други подобни“.
В своето есе „Софистиката по отношение на конвенциите“ философката Марта Нусбаум твърди, че теоретичните възгледи на Стенли Фиш стъпват на един „краен релативизъм и дори радикален субективизъм“. Като омаловажава работата му до чиста софистика, Нусбаум твърди, че Фиш „разчита на регулативния принцип на непротиворечието, когато поставя на везните конкуриращи се принципи“, като по този начин разчита на нормативни стандарти на аргументация дори когато се обявява срещу нормативните стандарти. Предлагайки алтернатива, Нусбаум се опира на Джон Ролс и труда му Теория на справедливостта, за да даде „пример за рационален тип аргументация“. Нусбаум смята за уместна критиката, която Ролс полага спрямо недостатъците на утилитаризма, показвайки, че разумната личност твърдо ще предпочита правосъдна система, която признава границите между отделните личности, вместо да се опира на съвкупността от желанията им. „Това“, твърди тя, „е толкова различно от риторичната манипулация“.
Камила Палия, авторка на прочутата книга Sexual Personae и обществена активистка, атакува Фиш с определението „тоталитарен Тинкърбел“, обвинявайки го в лицемерие, задето води лекции за културното многообразие от позицията на хабилитиран професор с постоянен трудов договор в нераздираната от расови противоречия и спокойна „кула от слонова кост“ на Университета Дюк.
Дейвид Хирш, изявен критик на постструктуралистките влияния върху херменевтиката, порицава Фиш за „пропуски в логическата строгост“ и „небрежност по отношение на риторическата прецизност“. Хирш сравнява работата на Фиш с платното на Пенелопа в Одисея, като заявява, „това, което литературоведът от една страна тъче през деня, от друга разприда през нощта“. „Тъкането и разпридането при Фиш не са диалектически обвързани“, пише той, „тъй като от редуването им не следва никакво движение напред“. В крайна сметка, Хирш вижда Фиш като „лутащ се из собствените си Елисейски полета, безнадеждно чужд на изкуството, истината и човечеството“.

## Признание и награди
Фиш е носител на наградата „PEN/Diamonstein-Spielvogel“ за изкуството на научното есе през 1994 г. за книгата си Няма такова нещо като свободно слово и това е добре.